# 이석로 (프로그램 감독)
이석로(1986년 12월 9일 ~ )는 대한민국의 프로그램 감독이다.

## 방송
- 2013년 TV조선 《강적들》
- 2013년 TV조선 《대찬인생》
- 2012년 TV조선 《멘탈 콤플렉스》
- 2012년 TV조선 《토크쇼 노코멘트》

## 학력
- 의정부고등학교 (졸업)
- 연세대학교 신문방송학과 (졸업)